# Unia Narodowo-Państwowa
Unia Narodowo-Państwowa – polska centrowa partia polityczna związana z obozem piłsudczykowskim, powstała w czerwcu 1922 roku. Miała charakter inteligencki. Wśród jej założycieli byli m.in. przyszli prezydenci Gabriel Narutowicz i Ignacy Mościcki. Związani z nią byli m.in. krakowscy konserwatyści.
Głosiła hasło: wszystko w państwie dla państwa, sprzeciwiała się jednak etatyzmowi w gospodarce. Propagowała solidaryzm społeczny i przeciwstawienie egoizmowi partyjnemu. Broniła równouprawnienia wszystkich wyznań religijnych. Startowała w wyborach parlamentarnych w 1922, nie uzyskując żadnego mandatu. Uzyskała 38 tys. głosów. Jednym z kandydatów był Juliusz Bursche, zwierzchnik Kościoła Ewangelicko-Augsburskiego. 